# Space Harrier
Space Harrier (スペースハリアー?, Supēsu Hariā) è un videogioco arcade di genere sparatutto a scorrimento e pubblicato da SEGA nel 1985. Fu prodotto da Yu Suzuki, il responsabile di molti popolari giochi SEGA.
Space Harrier è stato convertito per molti sistemi di gioco.
Ebbe due seguiti solo per piattaforme casalinghe, Space Harrier 3-D (1988) e Space Harrier II (1988), e lo spin-off arcade Planet Harriers (2001).

## Modalità di gioco
Space Harrier è uno sparatutto frenetico su rotaia giocato in una prospettiva in terza persona dietro al protagonista; il gioco è ambientato in un mondo surreale composto da paesaggi dai colori vivaci adornati con motivi a scacchiera e oggetti fissi come alberi o pilastri di pietra. All'inizio della partita, i giocatori vengono accolti da un campione vocale che recita "Welcome to the Fantasy Zone. Get ready!" (lett. "Benvenuto nella Fantasy Zone. Preparati!"), mentre quando verrà completata una fase con successo si potrà udire "You're doing great!" (lett. "Stai andando alla grande!"). Il personaggio protagonista, chiamato semplicemente Harrier, deve attraversare diciotto livelli utilizzando un cannone laser a propulsione che consente a Harrier di volare e sparare contemporaneamente. L'obiettivo è semplicemente quello di eliminare tutti i nemici che appaiono, quali animali preistorici, draghi cinesi, robot volanti, oggetti geometrici sospesi in aria e UFO, il tutto rimanendo in costante movimento per schivare proiettili e ostacoli immobili.
Quindici dei diciotto livelli del gioco presentano alla fine un boss che deve essere ucciso in modo da poter passare al livello successivo; il livello finale invece è una serie di scontri contro sette dei boss incontrati in precedenza, che appaiono individualmente e vengono identificati dal nome nella parte inferiore dello schermo. I restanti due livelli sono invece livelli bonus che non presentano nemici e in cui Harrier monta su un invincibile drago felino di nome Uriah, che il giocatore guida per distruggere ostacoli paesaggistici e raccogliere punti bonus. Se tutte le vite sono andate perse, i giocatori hanno la possibilità di continuare il gioco con l'inserimento di una moneta extra. Poiché Space Harrier non ha una trama, dopo il completamento di tutte le fasi, viene visualizzata semplicemente la scritta "The End" (lett. "La fine") prima che il gioco torni alla schermata del titolo e alla modalità dimostrativa, indipendentemente dal numero di vite del giocatore rimaste.

## Conversioni
Il gioco fu convertito su varie piattaforme di gioco dell'epoca. La prima versione disponibile per console è stata realizzata per Sega Master System, ma il titolo è stato distribuito sia per home computer che per console portatili.
Inoltre può essere giocato come extra su Sega Dreamcast (all'interno di Shenmue, Shenmue II e Yu Suzuki Game Works Vol. 1) e su Xbox (all'interno di Shenmue II). È incluso nella Sega Arcade Gallery per Game Boy Advance e nella Sega Classics Collection per PlayStation 2. È presente anche nella saga Yakuza e in Judgment. 
Space Harrier Complete Collection è una raccolta per Playstation 2 che include la versione arcade di Space Harrier, la versione per Sega Mega Drive di Space Harrier II, e la versione Sega Mark III di Space Harrier e Space Harrier 3D.
Sull'eShop del Nintendo 3DS è disponibile 3D Space Harrier, una versione del coin-op originale con supporto del 3D stereoscopico e varie opzioni atte a simulare l'esperienza originale arcade.